# Jentilak

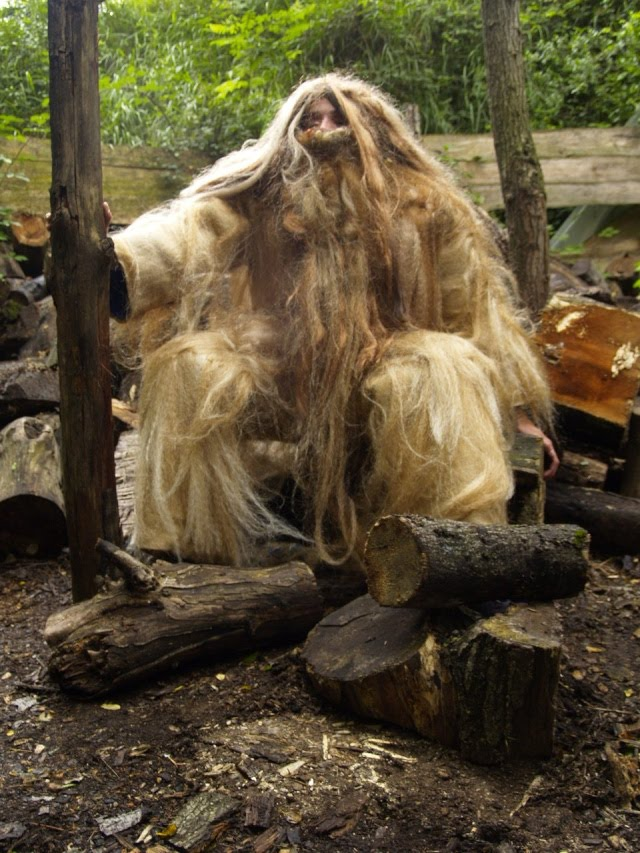
Jentil.

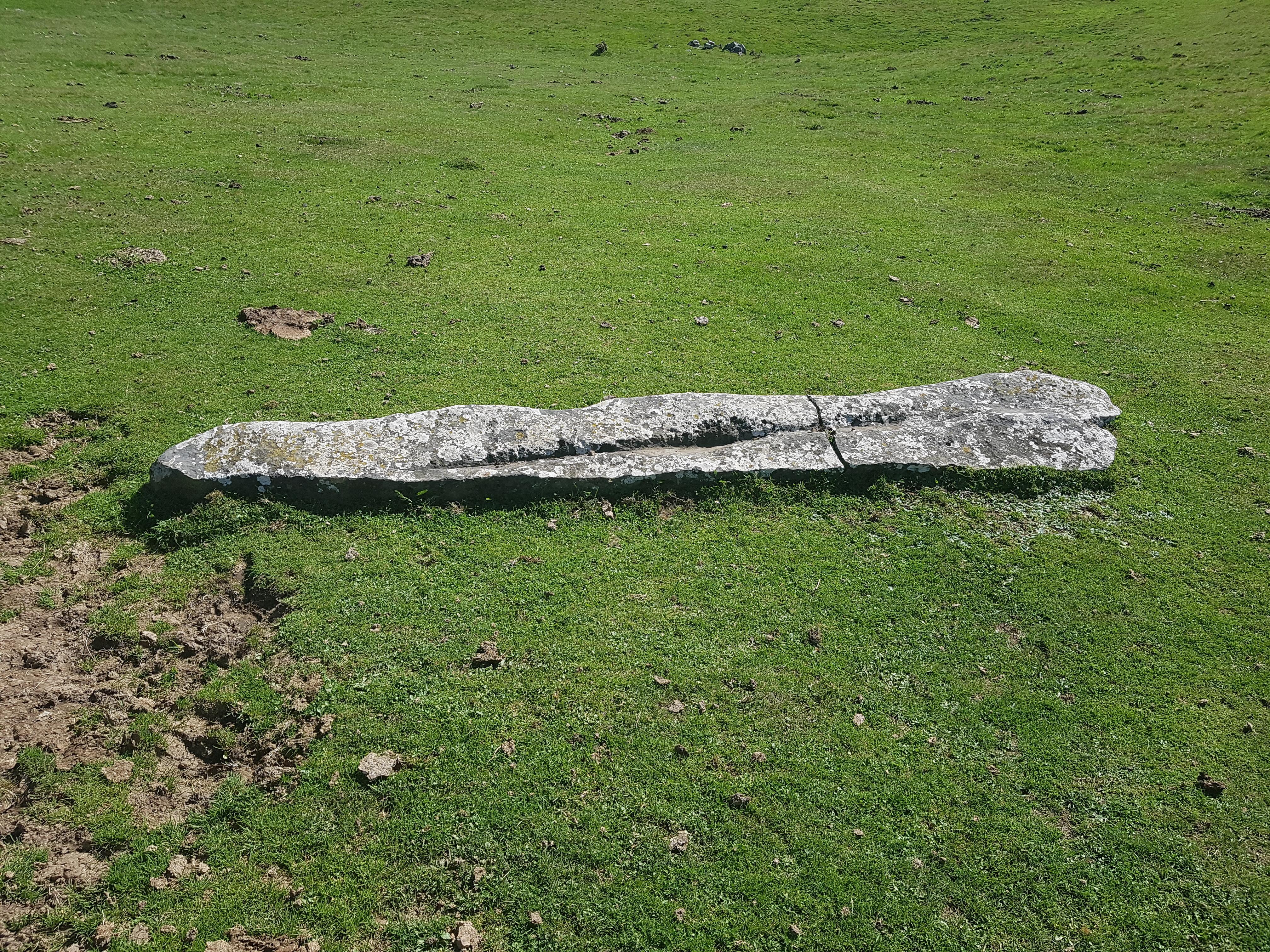
Le menhir de Saltarri, jeté selon la légende par un Jentil depuis le mont Murumendi.

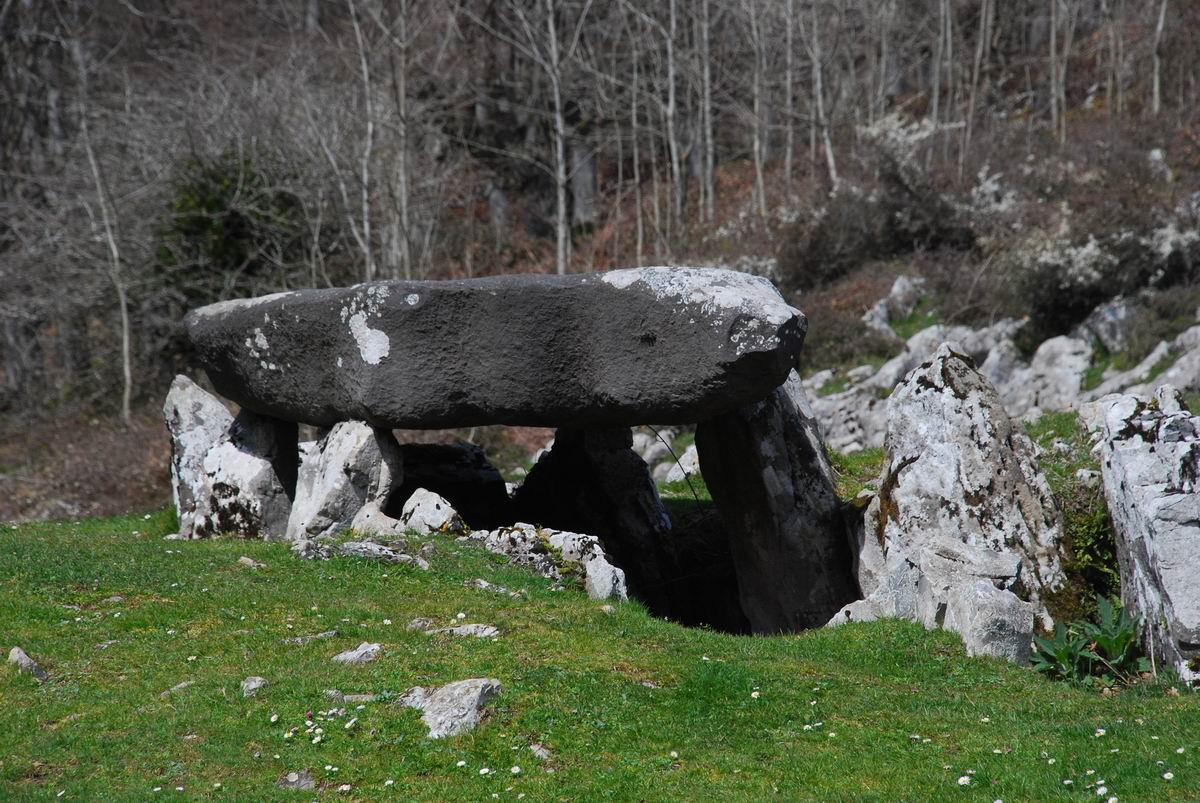
Dolmen jentil-arria.

Jentilak (prononcer « yentiliak »), parfois traduit en français par « les Gentils » sont des personnages de la mythologie basque qui, pense-t-on, représentaient le peuple basque pré-chrétien. Ce sont des géants qui disposent d'une force surhumaine et ont la mauvaise habitude de lancer de gros rochers sur leurs ennemis, ils habitent dans les montagnes et les forêts,. Divers thèmes mythiques d'origines diverses se sont concentrés autour de cette figure.

## Contexte historique
Les Basques et les Pyrénéens les considèrent comme nos ancêtres les plus lointains. Le peuple des Gentils n'a qu'un nombre restreint de légendes, et il aura fallu attendre le XXe siècle pour que des chercheurs découvrent qu'étrangement toutes les légendes qui en parlent, racontent leur disparition. 
Au Pays basque, mais aussi en Bigorre et en Couserans, on connait une douzaine de légendes avec le titre « La fin des Gentils » qui racontent les circonstances de la disparition d'une « race » qui précéda les humains actuels, à l'âge d'or des Pyrénées.

## Légendes
Une légende raconte leur extinction. Ils virent un jour une étrange lueur dans le ciel. Ils ne connaissaient pas cette lumière et allèrent chercher le plus ancien et le plus sage d'entre eux. Lorsque les yeux fatigués de celui-ci analysèrent le phénomène, il leur dit : « Cette lumière annonce l'arrivée de Kixmi (Christ), c'est la fin de la race basque. » Tous les Jentilak se mirent à courir vers un gouffre pour se cacher au fond de la Terre. La présence de légendes identiques sur le fond, dans les Pyrénées centrales, est un des témoignages de l'extension ancienne de la culture basque.
Une autre version raconte que l'un d'eux se sauva en se convertissant au christianisme. Il est devenu Olentzero qui, comme le Père Noël, distribue des cadeaux aux enfants pour Noël. 

## Termes liés aux Jentils
Dans la tradition basque, les Jentilak sont les constructeurs des mégalithes, dolmens et cromlechs du Pays basque. Ces monuments sont nommés Jentil-baratza (« jardin des Jentilak »), Jentil-arria ou Jentillarri (« pierre de Jentilak »), etc.,
Jentilbaratz (« jardin des jentilak ») est un Sommet dans les gorges d'Alrateta, Ataun avec les restes d'une forteresse médiévale au sommet, où la légende dit que les Gentils sont enterrés. Cromlechs à Arano.
Jentileio (« fenêtre des Jentilak ») est un rocher possédant une ouverture naturelle à Urdiain, région riche en légendes et mythes liés aux Gentils.
Jentiletxe (« maison des Jentilak »). Nom de dolmens dans divers endroits de Navarre, du Guipuscoa et  de Biscaye.
Jentiletxeeta (« lieu où abondent les maisons des Jentilak »). Lieu du mont Arrigorrieta, à Mutriku. Scène d'une légende qui se répète avec des variantes dans tout le Pays basque.
Jentilzubi (« pont des Jentilak ») est un arc naturel du ravin de Kobalde, à Dima, lié aux gentils.
Jentilzulo (« trou des Jentilak ») est une grotte à Leitza, refuge des gentils. Grotte à Orozco, habitation à lamiak.
Jentilkoba (« grotte des Jentilak ») est une grotte à Mañaria, refuge des gentils.

## Jentilak
Les Jentilak sont dans de très nombreux lieux et légendes avec des noms et des pouvoirs différents: Olentzero, Mairuak, Basajaun, le jentil de Martin Txiki, Ujanko, Tartalo, Kixmi, Basandere, Kurri-Kurri dans la region de Elduain.